# Drop hřívnatý
Drop hřívnatý (Chlamydotis macqueenii) je velký druh ptáka z čeledi dropovitých (délka těla 55–65 cm, rozpětí křídel 130–150 cm). Žije v polopouštích, suchých stepích a vádí s porostem nízkých křovin. Ubývá. Z ČR existuje jediný výskyt z roku 1889, kdy byl 1 ex. zastřelen u Mýšlovic na Příbramsku.